# 송동중학교
송동중학교(松洞中學校)는 대한민국 전북특별자치도 남원시 송동면 신평리에 있는 공립 중학교이다.

## 학교 연혁
- 1976년 11월 27일 : 송동중학교 설립 인가(9학급)
- 1977년 5월 20일 : 송동중학교 개교
- 2022년 3월 1일 : 제16대 이길규 교장 취임
- 2024년 2월 7일 : 제45회 졸업(8명) 총 2,661명 졸업
- 2024년 3월 4일 : 신입생 6명 입학
- 2024년 8월 31일 : 수지중학교 통폐합

## 참고 자료
- 송동중학교 - 한국교육학술정보원 학교알리미